# Смарт, Оливия
Оливия Смарт (англ. Olivia Smart; род. 1 апреля 1997 года, Шеффилд, Саут-Йоркшир, Великобритания) — испанская, ранее британская фигуристка, выступающая в танцах на льду. С партнёром Тимом Диком они — чемпионы Испании (2024). Ранее выступала с Адрианом Диасом, в паре с которым становилась бронзовым призёром этапа Гран-при Skate Canada International (2021), трёхкратной чемпионкой (2018, 2020, 2022) и вице-чемпионкой Испании (2017, 2019), участницей Олимпийских игр (2022). До этого она в паре с Джозефом Баклендом британская чемпионка (2015) и трёхкратная победительница первенства Великобритании среди юниоров.
По состоянию на 23 марта 2024 года пара занимает 44-е место в рейтинге ИСУ.

## Карьера

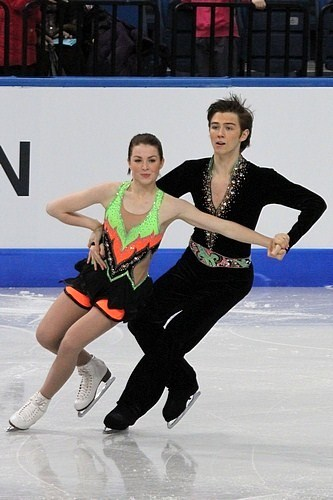
Смарт и Бакленд на юниорском чемпионате мира 2012 года

### На родине
Оливия встала в пару Баклендом в 2010 году. Дебют этой пары состоялся осенью следующего года на юниорских этапах Гран-при в Австрии и Эстонии. Далее они уверенно выиграли первенство Великобритании среди юниоров. В марте 2012 года они выступили в Минске на юниорском мировом чемпионате, где финишировали во второй десятке. Начало следующего сезона по ряду причин пара пропустила, но выиграв вновь первенство страны они отправились в Милан на юниорский мировой чемпионат, однако на этот раз не смогли выйти в финальную часть соревнований. Осенью 2013 года пара продолжила свои выступления на юниорских этапах Гран-при в Чехии и Польши, где они финишировали на более высоких местах. В декабре в третий раз выиграли первенство среди юниоров своей страны. В марте 2014 года выступали в Софии на чемпионате мира среди юниоров. В этот раз пара финишировала на десятом месте. При этом они улучшили все предыдущие свои достижения и вернули две квоты британским танцорам на следующий год.
В октябре английская танцевальная пара начала выступления среди взрослых. Дебютировали они на Мемориале Непелы. Завершили соревнования рядом с пьедесталом. Через две недели они выступали в Ницце на Кубке города, где финишировали с серебряными медалями. В декабре пара стала чемпионами страны. В январе в Стокгольме не состоялся их дебют на европейском чемпионате, они снялись с соревнований в последний момент. Но в конце марта дебютировали на мировом чемпионате в Шанхае, однако здесь они не смогли выйти в финальную часть чемпионата.
Летом 2015 года подающая большие надежды британская пара распалась. Бывшие партнёры занялись поисками новых партнёров. Оливия приняла решение выступать за Испанию в паре с Адрией Диасом.

### В Испании
Новый предолимпийский сезон пара начала в США; в начале августа, на турнире в Лейк-Плэсиде они относительно уверенно заняли второе место. Далее последовал турнир в Солт-Лейк-Сити, где они боролись за третье место, но немного уступили и оказались четвёртыми. В начале октября фигуристы выступали в Монреале на турнире Autumn Classic International, где они финишировали в шестёрке. Также шестыми они были и в турнире Finlandia Trophy. Оливия на этом турнире превзошла все свои прежние достижения. В середине декабря в Вьелье на национальном чемпионате Оливия и Адрия стали только вторыми. В середине февраля испанская пара выступила в Оберсдорфе на Кубке Баварии, где они уверенно заняли второе место. При этом они преодолели техминимум для участия в мировом чемпионате. В конце марта испанские фигуристы выступали на мировом чемпионате в Хельсинки, где выступили удачно, сумели квалифицироваться на следующие Олимпийские игры и прошли в произвольную программу.
В сентябре испанская пара начала олимпийский сезон в Солт-Лейк-Сити, где на турнире U.S. International Figure Skating Classic они финишировал в середине десятке. Через неделю танцоры выступили в  Канаде, где на турнире Autumn Classic International они выступили удачнее, и финишировали рядом с пьедесталом. Через месяц пара дебютировала в серии Гран-при на канадском этапе где выступили очень удачно, финишировали в середине турнирной таблицы; при этом незначительно было улучшено достижение в коротком танце. В начале декабря последовало выступление на Золотом коньке Загреба, которое было для пары не совсем удачном; они финишировала в середине десятки. В декабре 2017 пара в упорной болрьбе стала чемпионами Испании. Однако испанская федерация приняла решение отправить на континентальный чемпионат и Олимпийские игры вторую пару. В конце марта спортсмены выступали в Милане на мировом чемпионате, где финишировали в начале второй десятки. Им удалось улучшить свои прежние достижения в сумме и произвольном танце.

## Спортивные достижения

### За Испанию
(с А. Диасом)
| Соревнования                             | 16/17         | 17/18         | 18/19         | 19/20         | 20/21         | 21/22         |
| Международные                            | Международные | Международные | Международные | Международные | Международные | Международные |
| ---------------------------------------- | ------------- | ------------- | ------------- | ------------- | ------------- | ------------- |
| Зимние Олимпийские игры                  |               |               |               |               |               | 8             |
| Чемпионаты мира                          | 18            | 12            |               | C             |               | 7             |
| Чемпионаты Европы                        |               |               | 8             | 8             |               | 4             |
| Этапы Гран-при: Internationaux de France |               |               | 7             | 4             |               |               |
| Этапы Гран-при: Skate America            |               |               |               | 4             |               | 4             |
| Этапы Гран-при: Skate Canada             |               | 6             | 5             |               | C             | 3             |
| Челленджеры: Autumn Classic              | 6             | 4             | 2             | 4             |               | 2             |
| Челленджеры: Cup of Austria              |               |               |               |               |               | 3             |
| Челленджеры: Finlandia Trophy            | 6             |               | 2             |               |               | 4             |
| Челленджеры: Золотой конёк Загреба       |               | 5             |               |               |               |               |
| Челленджеры: Nebelhorn Trophy            |               |               |               | 5             |               |               |
| Челленджеры: U.S. Classic                | 4             | 7             |               |               |               |               |
| Bavarian Open                            | 2             |               |               |               |               |               |
| Lake Placid IDI                          | 2             |               |               | 1             |               |               |
| Open d'Andorra                           | 1             |               |               |               |               |               |
| Национальные                             |               |               |               |               |               |               |
| Чемпионаты Испании                       | 2             | 1             | 2             | 1             |               | 1             |

### За Великобританию
(с Д. Баклендом)
| Соревнования/Сезон                                           | 2011–2012 | 2012–2013 | 2013–2014 | 2014–2015 |
| ------------------------------------------------------------ | --------- | --------- | --------- | --------- |
| Чемпионат мира                                               |           |           |           | 27        |
| Чемпионат Европы                                             |           |           |           | WD        |
| Мемориал Непелы                                              |           |           |           | 4         |
| Кубок Ниццы                                                  |           |           |           | 2         |
| Чемпионат мира (юниоры)                                      | 17        | 22        | 10        |           |
| Этапы юниорского Гран-при: Австрия                           | 13        |           |           |           |
| Этапы юниорского Гран-при: Чехия                             |           |           | 7         |           |
| Этапы юниорского Гран-при: Эстония                           | 12        |           |           |           |
| Этапы юниорского Гран-при: Польша                            |           |           | 7         |           |
| Кубок Баварии                                                |           | 6 юн.     | 3 юн.     |           |
| Кубок Нестле-Несквик                                         | 1 юн.     |           |           |           |
| Трофей СР-В                                                  |           |           | 3 юн.     |           |
| Чемпионат Великобритании                                     |           |           |           | 1         |
| Первенство Великобритании по фигурному катанию среди юниоров | 1         | 1         | 1         |           |

- WD — спортсмены снялись с соревнований.
- юн. — спортсмены выступали в юниорском разряде.